# Малышева, Наталья Юрьевна
Наталья Юрьевна Малышева (род. 2 января 1994, Абакан) — российская спортсменка, чемпионка и призёр чемпионатов России по вольной борьбе, обладательница Кубка европейских наций, участница Европейских игр 2015 года в Баку, призёр чемпионатов Европы, призёр Кубка мира, мастер спорта России международного класса.

## Биография
Родилась и живёт в Абакане. Её тренерами были Л. П. Бутанаев и В. Г. Чучунов. Член сборной команды страны с 2013 года. Выступает за клуб СДЮШОР (Абакан).
В апреле 2024 года на Европейском квалификационном турнире в Баку ей удалось завоевать лицензию для своей страны на летние Олимпийские игры 2024 в весовой категории до 53 кг. В июне 2024 году она была допущена для участия на Олимпийские игры в Париже, но в связи бойкотированием федерации спортивной борьбы России утратила шанс на участие.
В апреле 2025 года на чемпионате Европы в Братиславе в весовой категории до 53 кг завоевала бронзовую медаль. В схватке за третье место одолела соперницу из Украины Лилию Маланчук.

## Спортивные результаты
- Чемпионат России по женской борьбе 2017 — ;
- Чемпионат России по женской борьбе 2016 — ;
- Чемпионат России по женской борьбе 2015 — ;
- Чемпионат России по женской борьбе 2014 — ;
- Гран-при Иван Ярыгин года — ;
- Чемпионат России по женской борьбе 2013 — ;
- Кубок России 2012 — ;
- Чемпионат России по женской борьбе 2023 — ;
- Чемпионат России по женской борьбе 2024 — ;
- Чемпионат России по женской борьбе 2025 — ;